# هيوري هينريكي
هيوري هينريكي (بالبرتغالية: Hyuri‏) (26 سبتمبر 1991 بريو دي جانيرو في البرازيل - ) هو لاعب كرة قدم برازيلي في مركز الهجوم. لعب مع أتلتيكو مينييرو وبوتافوغو ريغاتاس ونادي غويزهو رينهي ونادي أوداكس ريو.

## روابط خارجية
- هيوري هينريكي على موقع قاعدة بيانات كرة القدم.إي يو (الإنجليزية)
- هيوري هينريكي على موقع Soccerway.com (الإنجليزية)
- هيوري هينريكي على موقع عالم كرة القدم.نت (الإنجليزية)